# Folkbladet Västerbotten
Folkbladet Västerbotten, oftast kallad Folkbladet, fram till 18 april 2012 Västerbottens Folkblad (VF), är en svensk socialdemokratisk dagstidning grundad 1917  med utgivningsort Umeå. Folkbladets huvudsakliga nyhetsbevakning täcker Västerbottens län. Utgivning alla dagar utom söndagar, fram till februari 2016 då Folkbladet blev sjudagarstidning i och med starten av eFolkbladet. 
Folkbladet företräder socialdemokratiska värderingar på ledarplats. På grund av kraftigt fallande ekonomi köpte Stiftelsen VK-press (i realiteten Västerbottens-Kuriren) upp tidningen i början av 2000-talet för att säkerställa utdelningsbidraget för de båda tidningarna. År 2008 tog VF, som den hette då, emot 15 328 000 kronor i driftsstöd från staten. År 2016 var driftstödet 13 280 000 kr.

## Historia
Tidningen utkom med sitt första nummer 14 september 1917. På grund av sin tydligt socialistiska profil, bland annat stödde den Sveriges socialdemokratiska vänsterparti (1921) (utbrytargrupp, som sedermera gick ihop med socialdemokraterna, ur vad som idag är vänsterpartiet), kallades tidningen "Bolsjevikbladet" av Västerbottens-Kuriren och Umebladet[källa behövs].

## Upplaga
- 1927:  6 500[4]
- 1940: 11 000[4]
- 1950: 16 000[4]
- 1960: 17 500[4]
- 1970: 16 500[4]
- 1980: 25 600[4]
- 2004: 15 700[5]
- 2007: 14 000[5]
- 2013:  9 700[5]
- 2016:  7 200[5]